# 산 리모

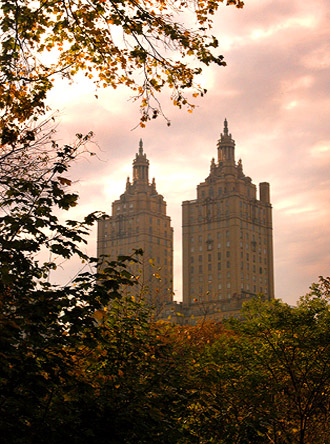
산 리모

산 리모(San Remo)는 뉴욕 맨해튼 센트럴 파크 웨스트(145와 146)와 74번가와 75번가 사이에 위치한 27층 짜리 고급 아파트이다.
수 많은 저명 인사들이 과거에 살았고 현재에도 살고 있으며 대표 적인 예로, 타이거 우즈, 스티븐 스필버그, 도나 카렌, 데미 무어, 더스틴 호프먼, U2, 브루스 윌리스 등이 있다.